# Cissia maripa
Espèce
 Cissia maripa est une  espèce de papillons de la famille des Nymphalidae et de la sous-famille des Satyrinae et du genre Cissia.

## Dénomination
Cissia maripa a été décrit par Christian Brévignon en 2005.

## Description
C'est un papillon au dessus beige foncé rayé avec aux ailes antérieures trois bandes marron, une fine ligne submarginale marron et un ocelle apical et aux ailes postérieures rayées de marron, une ligne submarginale d'ocelles dont un apical et un gros ocelle anal et une double fine ligne marron.
Le revers est gris jaune avec la même ornementation et les mêmes ocelles.

## Écologie et distribution
Cissia  maripa n'est présent qu'en Guyane.